# Augustin N'Gou
Augustin N'Gou est un boxeur professionnel ivoirien né le 16 mai 1974 à Abidjan.

## Carrière
Passé professionnel en 1991, Il resta invaincu du début de sa carrière jusqu'en 1997 lorsqu'il perd contre Ladislav Husarik à Villeurbanne aux points en 6 rounds. N'Gou devient néanmoins champion d'Afrique poids lourds l'année suivante après sa victoire contre Blaise Aziza Wamegne.

### Principaux combats
- 4 mai 2007 : combat contre Victor Hans (Baby Tyson) pour la caravane de la paix.
- 11 août 2006 : combat contre Ibrahim Marshall, Palais des Sports de Treichville, Côte d'Ivoire (victoire par KO en 4 rounds).
- 13 mai 2004 : combat contre Danny Williams, York Hall-Bethnal Green, Angleterre (défaite en 3 rounds)[1].
- 24 janvier 2004 : combat contre Dave Clarke, Wembley, Angleterre (victoire par point en 6 rounds).
- 9 juillet 2000 : combat contre Karim Sou, Hôtel Ivoire (victoire par KO en 4 rounds).
- 26 septembre 1997 : Combat contre Ladislav Husarik, Villeurbanne (défaite par point en 6 rounds).
- 29 novembre 1996 : combat contre Valery Chevchenko, TBC Abidjan, Côte d'Ivoire.
- 31 mai 1996 : combat contre Adama Mensah, TBC Abidjan (victoire par KO en 1 round).
- 8 mars 1991 : combat contre Charles Muhammad, TBC Abidjan (victoire par KO en 2 rounds).
- 8 février 1991 : combat contre Ibrahim Kone, TBC Abidjan (victoire par KO en 1 round).